# Лозен (Старозагорська область)
Ло́зен (болг. Лозен) — село в Старозагорській області Болгарії. Входить до складу общини Стара Загора.

## Населення
За даними перепису населення 2011 року у селі проживали 150 осіб, з них 147 осіб (99,3%) — болгари.
Розподіл населення за віком у 2011 році:
Динаміка населення: